# Litteraturåret 1940

## Händelser
- Pär Lagerkvist och Hjalmar Gullberg blir invalda i Svenska Akademien.
- André Breton utger "den svarta humorns antologi", Anthologie de l'humour noir, men utgåvan förbjuds i januari 1941 av den nazivänliga Vichyregimen.[1]

## Priser och utmärkelser
- Nobelpriset – Priset delades inte ut[2]
- De Nios Stora Pris – Elmer Diktonius, Bertel Gripenberg, Jarl Hemmer, Arvid Mörne och Emil Zilliacus
- Svenska Akademiens stora pris – Yrjö Hirn

## Nya böcker

### A – G
- Amerikas nya författare av Artur Lundkvist
- Anthologie de l'humour noir av André Breton (red.)
- Den trygga världen av Eyvind Johnson
- Guldkedjan av Josef Kjellgren
- Fred med jorden av Elisabeth Tamm & Elin Wägner[3]

### H – N
- Historier från Färs av Fritiof Nilsson Piraten
- Inside the Whale av George Orwell
- Kallocain av Karin Boye
- Klockan klämtar för dig av Ernest Hemingway
- Makten och härligheten av  Graham Greene

### O – U
- Samvetskval av Agatha Christie
- Soldatens återkomst av Eyvind Johnson
- Sång och strid av Pär Lagerkvist
- Tataröknen av Dino Buzzati
- Trädet av Ulla Isaksson
- Trägudars land av Jan Fridegård

### V – Ö
- Verklighet till döds av Harry Martinson
- Vägen under stjärnorna, historisk roman av Moa Martinson

## Födda
- 4 januari – Gao Xingjian,  kinesisk författare och målare, nobelpristagare 2000.
- 16 januari – Kjell E. Genberg, svensk deckarförfattare.
- 22 januari – Tobias Berggren, svensk författare, översättare och kritiker.
- 9 februari – J.M. Coetzee, sydafrikansk författare, nobelpristagare 2003.
- 20 februari – Ann-Madeleine Gelotte, svensk illustratör och författare.
- 24 februari – Inger Alfvén, svensk författare.
- 26 februari – Agneta Pleijel, svensk författare och kulturskribent.
- 12 mars – M.A. Numminen, finländsk artist, sångare, kompositör och författare.
- 21 mars – Helena Henschen, svensk författare och formgivare.
- 22 mars – Göran Grimvall, svensk professor och författare.
- 25 mars – Marianne Ahrne, svensk författare och regissör.
- 6 april – Homero Aridjis, mexikansk författare.
- 13 april – Jean-Marie Gustave Le Clézio, fransk författare, nobelpristagare 2008.
- 16 april – Rolf Dieter Brinkmann, tysk författare.
- 20 april – Jan Cremer, nederländsk författare och konstnär.
- 27 april – Birgitta Boucht, finlandssvensk författare och översättare.
- 24 maj – Joseph Brodsky, rysk författare, nobelpristagare 1987.
- 30 maj – Jan Lööf, konstnär, författare, serietecknare, jazzmusiker.
- 31 maj – Bruce Chatwin, brittisk författare och vagabond.
- 11 juni – Gunnar Harding, svensk poet.
- 30 september – Barbro Gummerus, svensk författare.
- 11 oktober – Tomas Wieslander, svensk barnboksförfattare, kompositör och illustratör.
- 1 november
  - Jon Skolmen, norsk skådespelare och författare.
  - Barry Sadler, amerikansk sångare och författare.
- 5 november – May Larsson, svensk författare.
- 19 november – Alberto Nessi, schweizisk, italienskspråkig författare.
- 22 november – Jarl Hammarberg, svensk poet, författare och bildkonstnär.
- 5 december – Peter Pohl, svensk författare.
- 30 december – Christer Dahl, svensk regissör, manusförfattare, författare och producent.
- okänt datum – Owe Gustafson, svensk författare, konstnär och illustratör.

## Avlidna
- 10 mars – Michail Bulgakov, 48, rysk författare.
- 10 mars – Agnes von Krusenstjerna, 45, svensk författare.
- 16 mars – Selma Lagerlöf, 81, svensk författare, nobelpristagare, ledamot av Svenska Akademien.
- 23 april – Julia Daudet, 95, fransk författare.
- 20 maj – Verner von Heidenstam, 80, svensk författare och poet, ledamot av Svenska Akademien, nobelpristagare.
- 21 juni – Walter Hasenclever, 49, tysk dramatiker och poet.
- 5 juli – Carl Einstein, 55, tysk konsthistoriker, författare och anarko-syndikalist.
- 16 november – Albert Engström, 71, svensk författare och konstnär, ledamot av Svenska Akademien.
- 21 december – F. Scott Fitzgerald, 44, amerikansk författare.

### Fotnoter
1. ↑  Mark Polizotti: Introduction: Laughter in the Dark, s 14. Ingår i den engelskspråkiga utgåvan av Bretons Anthology of Black Humour (City Lights, 1997).
2. ↑  ”Nobelpriset i litteratur”. https://www.nobelprize.org/prizes/lists/all-nobel-prizes-in-literature/. Läst 20 mars 2011.
3. ↑  Sverige 1900-talet – Den svenska naturkänslans historia, NE, Bra Böcker, 2000